# Cormac Murphy-O'Connor
Cormac Murphy-O'Connor (Reading, 24 agosto 1932 – Londra, 1º settembre 2017) è stato un cardinale e arcivescovo cattolico britannico.

## Biografia
Cormac Murphy-O'Connor nacque a Reading il 24 agosto 1932  ed era il quinto figlio di George Murphy-O'Connor e di Ellen (nata Cuddigan e deceduta nel 1971), emigrati dalla Contea di Cork in Irlanda prima della prima guerra mondiale e sposatisi nel 1921. La famiglia Murphy-O'Connor apparteneva alla classe media ed alcuni suoi membri furono medici o preti. Un famigliare gestiva l'attività di famiglia di commerciante di vino per il clero e la nobiltà dell'Irlanda del Sud. Un antenato, Daniel Murphy, nel 1888 divenne il primo arcivescovo metropolita di Hobart, in Tasmania, dopo esserne stato vescovo dal 1865. Due dei suoi zii, una zia, due cugini e due suoi fratelli, Brian (1920 - 2012) e Patrick, furono sacerdoti o membri di ordini religiosi. Un suo fratello più giovane, John, era un ufficiale regolare della Royal Artillery e morì per un carcinoma alle cellule renali. Aveva altri due fratelli, James, medico e giocatore di rugby, e Catherine. Suo cugino Jerome Murphy-O'Connor era un sacerdote domenicano ed esperto di San Paolo. Insegnò Nuovo Testamento all'École biblique et archéologique française di Gerusalemme dal 1967 fino alla sua morte nel 2013.

### Formazione e ministero sacerdotale
Dopo aver studiato al Presentation College di Reading e al Prior Park College di Bath, nel 1950 iniziò gli studi per il sacerdozio al Venerabile Collegio Inglese di Roma dove conseguì la laurea in teologia. Successivamente conseguì la licenza in filosofia e la licenza in sacra teologia presso la Pontificia Università Gregoriana di Roma.
Il 28 ottobre 1956 fu ordinato presbitero per la diocesi di Portsmouth dal cardinale Valerio Valeri. Tornato in patria, fu vicario parrocchiale della parrocchia del Corpus Christi a Portsmouth e del Sacro Cuore a Fareham dal 1957 al 1966. Nello stesso periodo svolse l'incarico di direttore diocesano delle vocazioni. Nell'estate del 1966 venne nominato segretario particolare del vescovo di Portsmouth Derek Worlock. Nel settembre del 1970 divenne parroco della parrocchia dell'Immacolata Concezione a Southampton. Alla fine del 1971 venne nominato rettore del Venerabile Collegio Inglese di Roma ed ebbe la delicata responsabilità della formazione dei candidati al sacerdozio negli anni immediatamente successivi al Concilio Vaticano II. In quella veste ebbe anche l'opportunità di accogliere e ospitare nel collegio l'arcivescovo di Canterbury Donald Coggan in occasione della sua storica visita a papa Paolo VI nel 1977.

### Ministero episcopale
Il 17 novembre 1977 papa Paolo VI lo nominò vescovo di Arundel e Brighton. Ricevette l'ordinazione episcopale il 21 dicembre successivo nella cattedrale di Santa Maria e San Filippo Howard di Arundel dall'arcivescovo metropolita di Southwark Michael George Bowen, coconsacranti l'arcivescovo metropolita di Birmingham George Patrick Dwyer e il vescovo di Portsmouth Anthony Joseph Emery. Ricoprì importanti cariche tra i vescovi europei e fu una personalità influente nel lavoro ecumenico. Dal 1982 al 2000 fu co-presidente della Commissione internazionale anglicana-cattolica (ARCIC). Nel 2000 l'arcivescovo di Canterbury George Carey gli conferì il titolo di Doctor of Divinity di Lambeth per il suo lavoro per l'unità dei cristiani.
Il 15 febbraio 2000 papa Giovanni Paolo II lo nominò arcivescovo metropolita di Westminster e primate d'Inghilterra e Galles. Prese possesso dell'arcidiocesi il 22 marzo successivo. Nel novembre dello stesso anno fu eletto presidente della Conferenza episcopale di Inghilterra e Galles.
Il 21 febbraio 2001 papa Giovanni Paolo II lo creò cardinale e gli assegnò il titolo di Santa Maria sopra Minerva del quale prese possesso il 20 ottobre successivo. Nello stesso anno iniziò a sostituire il sistema di aree episcopali del cardinale Basil Hume affidando invece ai vescovi ausiliari quattro aree chiave di responsabilità: istruzione, clero e vita consacrata, affari pastorali ed ecumenismo e relazioni interreligiose. Sperava che ciò avrebbe contribuito a unificare ulteriormente l'arcidiocesi.
Fu un fermo sostenitore del rigore e della trasparenza nel campo della tutela dei minori e nel settembre del 2000 invitò lord Nolan a presiedere una commissione indipendente con il compito di prendere in esame le disposizioni sulla protezione dei bambini nella Chiesa cattolica d'Inghilterra e Galles. La commissione Nolan presentò un rapporto alla Conferenza episcopale l'estate successiva. Comunione e missione, titolo della sua lettera del febbraio del 2006, fu il suo programma come arcivescovo, centrato sulla preghiera e sulla comune chiamata alla santità, sulla formazione continua di tutti i cristiani, specialmente i laici e i giovani, e sulla collaborazione tra tutte le componenti ecclesiali. Una vera e propria "comunione di comunità" da realizzare attraverso "quattro aree di responsabilità: educazione, clero e vita consacrata, pastorale, ecumenismo e dialogo interreligioso". Nel 2004 pubblicò il libro At the heart of the world.
Murphy-O'Connor fece parte del gruppo di una dozzina circa di cardinali e vescovi di mentalità progressista - tutti europei - che si incontrarono ogni anno dal 1995 al 2006 a San Gallo, in Svizzera, per discutere delle riforme riguardo alla nomina dei vescovi, alla collegialità, alle conferenze episcopali, al primato del papa e alla morale sessuale. Avevano opinioni spesso diverse tra loro ma condividevano la convinzione che il cardinale Joseph Ratzinger non fosse il tipo di candidato che speravano di vedere eletto nel successivo conclave.
Nell'agosto del 2001 divenne cittadino onorario di Londra.
Nel gennaio del 2002 tenne l'omelia durante il servizio mattutino anglicano a Sandringham alla presenza della regina Elisabetta II. Era la prima volta che un prelato cattolico romano pronunciava un sermone a un monarca inglese dal 1680. Nello stesso anno nell'abbazia di Westminster lesse alcune preghiere in occasione del servizio commemorativo della principessa Margaret, contessa di Snowdon. Fu il primo cardinale a leggere a un funerale reale inglese dal 1509.
Partecipò al conclave del 2005 che elesse papa Benedetto XVI. Poco prima il cardinale Achille Silvestrini disse ai giornalisti di vedere nel cardinale Murphy-O'Connor un possibile nuovo papa. Non poté partecipare al conclave del 2013 a causa dell'età superiore agli 80 anni.
Il 28 ottobre 2006 celebrò i 50 anni di ordinazione sacerdotale con una messa giubilare nella cattedrale di Westminster.
Poco prima di raggiungere l'età di pensionamento obbligatoria di 75 anni, presentò le sue dimissioni a papa Benedetto XVI. Questi gli chiese di mantenere l'ufficio "finché non avesse scelto diversamente". Il 3 aprile 2009 papa Benedetto XVI accettò la sua rinuncia al governo pastorale dell'arcidiocesi per raggiunti limiti di età e chiamò a succedergli monsignor Vincent Nichols. Dato che tutti i suoi predecessori morirono in carica fu il primo arcivescovo emerito di Westminster. Visse il resto della sua vita nella sua residenza di Duke's Avenue, a Chiswick, Londra.
Il 31 maggio 2010 venne nominato visitatore apostolico dell'arcidiocesi di Armagh e delle sue sedi suffraganee per esplorare più approfonditamente le questioni riguardanti la gestione dei casi di abusi perpetrati da sacerdoti e religiosi su minori e la successiva assistenza alle vittime, monitorare l'efficacia dei provvedimenti e cercare possibili miglioramenti delle procedure di prevenzione degli abusi prendendo come punti di riferimento il motu proprio "Sacramentorum sanctitatis tutela" del 2001 e le norme contenute in "Safeguarding Children: Standards and Guidance Document for the Catholic Church in Ireland" commissionato e prodotto dal Consiglio nazionale per la salvaguardia dei bambini nella Chiesa cattolica. Dopo la pubblicazione del rapporto Ryan e del rapporto Murphy sugli abusi nella Chiesa cattolica in Irlanda infatti, diversi prelati furono incaricati di supervisionare la visite apostoliche di alcune diocesi e seminari irlandesi.
Nel 2010 rifiutò l'invito della regina Elisabetta II di entrare a far parte della Camera dei lord. Sarebbe stato il primo cardinale della Chiesa Romana ad entrare a far parte della Camera alta dal tempo dell'Atto di Supremazia.
Il 24 agosto 2012, al compimento del suo ottantesimo genetliaco, uscì dal novero dei cardinali elettori.
Murphy-O'Connor, in un discorso pronunciato il 17 maggio del 2012 nella cattedrale di Leicester dichiarò: "In nome della tolleranza, mi sembra che la tolleranza venga abolita". Disse infatti: "Il nostro pericolo in Gran Bretagna oggi è che la cosiddetta ragione occidentale sostiene che solo essa ha riconosciuto ciò che è giusto e rivendica così una totalità che è nemica della libertà: nessuno è costretto a essere un cristiano. Ma nessuno dovrebbe essere costretto a vivere secondo la nuova religione secolare come se fosse la sola, definitiva e obbligatoria per tutta l'umanità ". Aggiunse: "La propaganda del secolarismo e dei suoi alti sacerdoti vuole che crediamo che la religione sia pericolosa per la nostra salute e che non si oppone alla loro visione di un mondo nuovo e coraggioso, il mondo che vedono come governato solo da persone come loro.
Svolse molteplici incarichi svolti nell'ambito della Conferenza episcopale d'Inghilterra e Galles. Fu presidente del comitato episcopale per l'Europa e vicepresidente della commissione per i laici dal 1978 e al 1983, presidente del comitato dell'unità dei cristiani dal 1983 al 2000 e presidente del dipartimento missione e unità dal 1994 e al 2000. Fu anche vicepresidente del Consiglio delle conferenze dei vescovi d'Europa dal 2001 al 2006. Aveva svolto, del resto, un ruolo di primo piano anche su alcune importanti questioni internazionali, facendo sentire il suo appello alla pace in particolare in occasione della guerra in Iraq.
Partecipò alla X assemblea generale ordinaria del Sinodo dei vescovi che ebbe luogo nella Città del Vaticano dal 30 settembre al 27 ottobre 2001 sul tema "Il Vescovo: Servitore del Vangelo di Gesù Cristo per la speranza del mondo" e all'XI assemblea generale ordinaria del Sinodo dei vescovi che ebbe luogo nella Città del Vaticano dal 2 al 23 ottobre 2005 sul tema "L'Eucaristia: fonte e culmine della vita e della missione della Chiesa".
Fu membro del Consiglio di cardinali per lo studio dei problemi organizzativi ed economici della Santa Sede dal 10 marzo 2001, della Congregazione per il culto divino e la disciplina dei sacramenti dal 15 maggio 2001, dell'Amministrazione del patrimonio della Sede Apostolica dal 18 maggio 2001, del comitato di presidenza del Pontificio consiglio per la famiglia dal 14 luglio 2001, del Pontificio consiglio della cultura dal 2 maggio 2002, della Pontificia commissione per i beni culturali della Chiesa dal 6 luglio 2002, del Pontificio consiglio per la promozione dell'unità dei cristiani dall'8 novembre 2002, della Congregazione per l'evangelizzazione dei popoli dal 30 ottobre 2009 e della Congregazione per i vescovi dal 30 ottobre 2009. Dal 1º aprile 2002 al 3 febbraio 2011 fu segretario del Comitato "Vox Clara", un organo che si occupa della traduzione dei testi liturgici dal latino all'inglese.
Fu inviato speciale del papa alla celebrazione del 50º anniversario dell'istituzione della diocesi di Stoccolma, in Svezia, il 12 ottobre 2003, alla celebrazione del 125º anniversario dell'arcidiocesi di Dacca, in Bangladesh, e del IV centenario dell'evangelizzazione del territorio bengalese il 9 e 10 novembre 2012 e alla cerimonia di consacrazione della nuova cattedrale di Sant'Olav della prelatura territoriale di Trondheim, in Norvegia.
Era un uomo di cultura e di grande simpatia, capace di creare rapporti di dialogo e amicizia, era appassionato di sport, specialmente rugby e golf, e di musica. Era infatti un ottimo pianista, tanto da esibirsi occasionalmente in pubblico in occasione di iniziative solidali e celebrazioni particolari. Molti di questi interessi e ricordi personali sono contenuti nel libro di memorie An english spring pubblicato nel 2015.
Malato di cancro, morì dopo una lunga degenza al Royal Marsden Hospital di Chelsea, Londra, alle 15.35 del 1º settembre 2017. Le esequie si tennero il 13 settembre alle ore 12 nella cattedrale di Westminster e furono presiedute dal cardinale Vincent Nichols. Al termine del rito, essendo stato il decimo arcivescovo di Westminster, fu sepolto sotto la decima stazione della Via Crucis, direttamente di fronte alla cappella di San Patrizio.

## Opinioni

### Risposta alSummorum Pontificum
Nel luglio del 2007 accolse favorevolmente l'allentamento delle restrizioni sull'uso del Messale Romano del 1962 stabilito da papa Benedetto XVI con la lettera apostolica Summorum Pontificum. Disse: "Accolgo la richiesta di unità del Santo Padre all'interno della Chiesa e specialmente verso coloro che sono molto attaccati a celebrare la messa secondo il Messale del 1962. Siamo fiduciosi che le disposizioni già fatte in Inghilterra e nel Galles nel 1971 siano un modo significativo di soddisfare i requisiti delle nuove norme". Quando nel novembre di quell'anno emise una lettera di attuazione delle regole papali per il clero della sua diocesi, fu criticato in alcuni ambienti per aver chiesto ai parroci di chiedere il permesso prima che la messa potesse essere celebrata nella forma tradizionale.

### Prevenzione dell'AIDS
Il 3 dicembre del 2006 rispose a una dichiarazione rilasciata dal Primo ministro Tony Blair in occasione della Giornata mondiale contro l'AIDS in cui Blair aveva affermato: "Il pericolo è che abbiamo una specie di divieto totale da parte dei religiosi e della gerarchia che dice che è sbagliato farlo [usare il preservativo], quindi scoraggia le persone dal farlo nelle circostanze in cui hanno bisogno di proteggere le loro vite". In risposta a questo, il cardinale Murphy-O'Connor disse: "Penso che vorrei dire al Primo ministro che sarebbe molto meglio se usasse quei soldi per fornire più farmaci antiretrovirali, farmaci per milioni di bambini e donne che sono colpiti. Parlo con i vescovi in Africa e mi dicono che le loro diocesi sono inondate di preservativi e ho detto "Bene, ne ha risentito ?". Mi hanno risposto: "Beh, è triste dire che ha significato più promiscuità e più AIDS".

### Status degli immigrati
Il 7 maggio del 2007 il cardinale si è rivolto a una folla di stranieri privi di documenti a Trafalgar Square a sostegno della campagna Strangers into Citizens, che sostiene un percorso verso la cittadinanza per i lavoratori privi di documenti. In precedenza aveva commissionato importanti ricerche sulle sfide pastorali dei migranti presenti nelle sue parrocchie che ricevettero un'ampia copertura da parte della stampa quando furono pubblicate con il titolo The Ground of Justice.

### Adozione da parte delle coppie dello stesso sesso
Nel gennaio del 2007 Murphy-O'Connor inviò una lettera al Primo ministro Tony Blair in cui si diceva contrario a una legge in discussione che avrebbe esteso alle coppie dello stesso sesso il diritto di adottare figli come le coppie di sesso diverso. Disse che questa legge avrebbe costretto le persone che operavano nei centri per le adozioni di matrice cattolica ad "agire contro l'insegnamento della Chiesa e le loro stesse coscienze" e chiese quindi un'esenzione dalla legge. Continuò dicendo: "Riteniamo che sarebbe una discriminazione irragionevole, inutile e ingiusta contro i cattolici perché il governo insiste sul fatto che, se desiderano continuare a lavorare con le autorità locali, le agenzie di adozione cattoliche dovranno agire contro l'insegnamento della Chiesa e della propria coscienza, essendo obbligati per legge a fornire tale servizio".

### Pianificazione familiare
Il cardinale Murphy-O'Connor denunciò molte volte la contraccezione e l'aborto. Nel febbraio del 2008 ordinò al consiglio del St. John e St Elizabeth's Hospital, un ospedale cattolico parzialmente finanziato dal servizio sanitario nazionale, di dimettersi perché prescriveva la pillola del giorno dopo e rilasciava i rinvii per praticare l'aborto.
Nel febbraio del 2013 in vista del conclave affermò che, anche se non era probabile una partenza radicale dal precedente insegnamento, sarebbe "saggio" concentrarsi su "ciò che è buono e ciò che è vero" sul matrimonio e sulla vita familiare. Disse: "Penso che ogni papa affronterà ciò che deve essere affrontato per quanto riguarda la contraccezione. Penso che il papa non dirà che la Chiesa ha sbagliato tutto il tempo. Dirà che ci sono modi diversi di agire. Penso che il papa sarà come ogni altro papa, in particolare come papa Benedetto XVI, comprendendo che l'insegnamento fondamentale sulla sessualità si concentra sul matrimonio, sulla vita familiare. Penso che la Chiesa sarebbe saggia se si concentrasse su questo nel suo insegnamento, piuttosto che dire condanniamo questo, o condanniamo l'altro. No, concentrati su ciò che è buono e su ciò che è vero"."

### Embryo Bill
Nel marzo del 2008 il cardinale Murphy-O'Connor si unì al cardinale scozzese Keith Michael Patrick O'Brien nell'opporsi alla proposta di legge sugli embrioni proposta dal governo e chiamata "Embryo Bill". Il governo aveva incaricato i suoi parlamentari di votare a favore del disegno di legge, cosa che fece arrabbiare alcuni deputati cattolici. Murphy-O'Connor disse: "Certo, ci sono alcuni aspetti di questo disegno di legge su cui credo che dovrebbe esserci un voto libero, perché i cattolici e gli altri vorranno votare in base alla propria coscienza". Il governo cedette alle pressioni e promise di consentire ai parlamentari un voto libero.

### Ateismo
Nel 2008 Murphy-O'Connor esortò i cristiani a trattare gli atei e gli agnostici con profonda stima "perché il Dio nascosto è attivo nelle loro vite così come nella vita di coloro che credono". Tuttavia nel 2009, parlando dopo l'ingresso in diocesi del suo successore, affermò che la mancanza di fede è "il più grande dei mali".

## Genealogia episcopale e successione apostolica
La genealogia episcopale è:
- Cardinale Scipione Rebiba
- Cardinale Giulio Antonio Santori
- Cardinale Girolamo Bernerio, O.P.
- Arcivescovo Galeazzo Sanvitale
- Cardinale Ludovico Ludovisi
- Cardinale Luigi Caetani
- Cardinale Ulderico Carpegna
- Cardinale Paluzzo Paluzzi Altieri degli Albertoni
- Papa Benedetto XIII
- Papa Benedetto XIV
- Papa Clemente XIII
- Cardinale Marcantonio Colonna
- Cardinale Giacinto Sigismondo Gerdil, B.
- Cardinale Giulio Maria della Somaglia
- Cardinale Carlo Odescalchi, S.I.
- Cardinale Costantino Patrizi Naro
- Cardinale Lucido Maria Parocchi
- Papa Pio X
- Papa Benedetto XV
- Papa Pio XII
- Cardinale Eugène Tisserant
- Papa Paolo VI
- Arcivescovo Domenico Enrici
- Arcivescovo Michael George Bowen
- Cardinale Cormac Murphy-O'Connor

La successione apostolica è:
- Arcivescovo George Stack (2001)
- Cardinale Arthur Roche (2001)
- Vescovo Kieran Thomas Conry (2001)
- Vescovo Thomas Matthew Burns, S.M. (2002)
- Arcivescovo Bernard Longley (2003)
- Vescovo Alan Stephen Hopes (2003)
- Vescovo Michael Charles Evans (2003)
- Vescovo Peter John Haworth Doyle (2005)
- Vescovo John Stanley Kenneth Arnold (2006)

## Nota
L'arcivescovo di Westminster viene, a volte, confuso come il primate dell'Inghilterra e del Galles. Tuttavia, questo titolo appartiene tradizionalmente all'arcivescovo di Canterbury come "primate di tutta l'Inghilterra" e l'arcivescovo di York come "primate dell'Inghilterra". A causa dello Scisma anglicano, queste sedi appartengono alla Chiesa anglicana e il titolo di primate non è accordato ai vescovi della Chiesa cattolica in Inghilterra e nel Galles.